# Rozpuszczanie

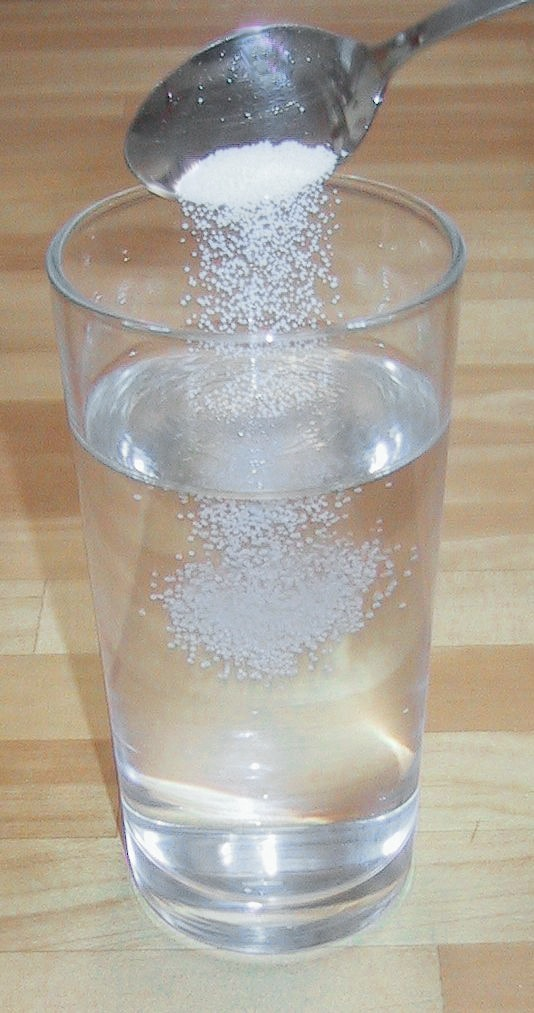
Sól rozpuszczana w wodzie

Rozpuszczanie (rozpuszczanie fizyczne) – proces fizykochemiczny polegający na takim zmieszaniu ciała stałego, gazu lub cieczy w innej cieczy lub gazie, że powstaje jednorodna, niemożliwa do rozdzielenia metodami mechanicznymi mieszanina. Mieszanina taka nazywana jest roztworem, zaś substancja, w której to się odbywa, nazywana jest rozpuszczalnikiem.
Proces rozpuszczania fizycznego nie jest uważany za reakcję chemiczną, gdyż w wyniku interakcji między substancją rozpuszczaną a rozpuszczalnikiem nie powstają nowe trwałe wiązania chemiczne. Niemniej rozpuszczaniu mogą towarzyszyć procesy rozpadania i tworzenia się nietrwałych wiązań wodorowych, generowanie jonów i struktur nadcząsteczkowych. Procesy te są nazywane solwolizą, solwatacją i dysocjacją elektrolityczną. Jednak główną siłą napędową procesów rozpuszczania są pozostałe, słabe oddziaływania międzycząsteczkowe między substancją rozpuszczaną i rozpuszczalnikiem oraz dążenie układu do osiągnięcia jak najwyższej entropii i jak najniższej energii wewnętrznej.
Jeżeli rozpuszczaniu towarzyszy reakcja chemiczna lub elektrochemiczna, w wyniku której następuje trwała zmiana składu chemicznego, proces ten nazywa się odpowiednio rozpuszczaniem chemicznym (roztwarzaniem) lub rozpuszczaniem elektrochemicznym.
Procesom rozpuszczania towarzyszą często efekty cieplne i niemal zawsze wzrost entropii układu. Czasami może się jednak zdarzyć, że w trakcie rozpuszczania dochodzi do samoporządkowania się układu i spadku jego entropii, musi to być jednak skompensowane przez wzrost entropii otoczenia.
Ciepło rozpuszczania, czyli sumaryczny efekt cieplny procesu rozpuszczania, zależy od bilansu energii zanikania oddziaływań występujących w wyjściowej substancji rozpuszczanej i powstawania nowych oddziaływań między substancją rozpuszczaną i rozpuszczalnikiem. W zależności od tego, który z tych procesów przeważa energetycznie w określonym układzie substancja rozpuszczana-rozpuszczalnik, proces rozpuszczania może prowadzić do oziębienia (proces endoenergetyczny) lub ogrzania się (proces egzoenergetyczny) całego układu.
Na przykład, gdy rozpuszcza się kryształ chlorku potasu w wodzie, w pierwszym etapie dochodzi do zrywania wiązań jonowych między jonami chlorkowymi (Cl–) i potasowymi (K+), który wymaga wydatkowania energii cieplnej i prowadzi do wzrostu entropii całego układu. W drugim etapie „wyrwane” z kryształu jony są solwatowane, tzn. tworzy się otoczka cząsteczek wody dookoła obu jonów na skutek oddziaływań jon-trwały dipol, co jest procesem, w wyniku którego energia się wyzwala, a entropia układu spada. W przypadku chlorku potasu przeważa zdecydowanie efekt cieplny pierwszego procesu, a zatem rozpuszczanie tej soli w wodzie powoduje oziębienie się całej mieszaniny, podczas gdy np. rozpuszczanie kwasu siarkowego jest związane z silnym efektem ogrzewania.
Inne przykłady:
Na2SO4 w wodzie: +78,6 kJ/mol (układ się oziębia).